# Bladwijzer (software)
Bladwijzers (Engels: bookmarks) zijn een door de gebruiker zelf aanpasbare lijst van URL's of andere locaties. Deze functie is ingebouwd in de meeste webbrowsers en soms ook in andere software, waaronder bestandsbeheerders.

## Webbrowser
Met behulp van bladwijzers kan een gebruiker adressen van websites bewaren die hij of zij vaak bezoekt, om deze de volgende keer eenvoudig en snel terug te kunnen vinden. Zo'n bewaarde URL, eventueel met een omschrijving, heet bladwijzer. In Internet Explorer en diens opvolger Edge worden bladwijzers favorieten genoemd. De meeste browsers worden geleverd met een van tevoren ingestelde set van bladwijzers.
Bladwijzers of favorieten kunnen meestal, door middel van een virtuele mappenstructuur, op een hiërarchische wijze worden gegroepeerd. Het is ook vaak mogelijk om een map van bladwijzers te gebruiken als  bladwijzerwerkbalk  Onder Opera heet dit de persoonlijke balk en moet dit expliciet per bladwijzer worden aangegeven. Veel browsers hebben ook de mogelijkheid om de bladwijzers in een zijbalk weer te geven. Tevens kan bijvoorbeeld in Mozilla Firefox een bladwijzer gekoppeld worden aan een sleutelwoord, zodat die bladwijzer door het intypen van dit sleutelwoord in de locatiebalk opgeroepen kan worden. Door het sleutelwoord te combineren met een zoeksleutel, kan deze bladwijzer fungeren als een persoonlijke zoekmogelijkheid voor bepaalde websites.
Sinds de webbrowser Mosaic hebben de meeste webbrowser een bladwijzerfunctie. In Mosaic werd deze functie trouwens hotlist genoemd. De term bookmarks werd voor het eerst gebruikt in de webbrowser Netscape.
Er zijn talrijke applicaties ontwikkeld om bladwijzers en favorieten buiten de browser te kunnen beheren. Tevens zijn er webapplicaties die zorgen voor het synchroniseren van bladwijzers met websites, zodat een gebruiker zijn of haar bladwijzers overal ter wereld kan raadplegen.
De meest recente ontwikkeling in bladwijzers is de introductie van live bookmarks in Mozilla Firefox in 2004. Deze zorgt ervoor dat RSS-feeds kunnen worden weergegeven als een directory in de bladwijzers van de gebruiker. Deze directory is dan zowel op de bladwijzerwerkbalk als in de zijbalk te plaatsen.

## Overige software
De mogelijkheid om bladwijzers te gebruiken is overgewaaid naar andere applicaties, zoals onder andere tekstverwerkers en veel andere internetapplicaties.
De opgeslagen bladwijzers kunnen URL's zijn, maar ook bestanden of andere vaak gebruikte locaties.